# Diecéze charkovsko-záporožská
Diecéze charkovsko-záporožská (latinsky Dioecesis Kharkiviensis-Zaporizhiensis, ukrajinsky Харківсько-Запорізька дієцезія Римсько-Католицької Церкви в Україні) je římskokatolická diecéze na území východní Ukrajiny se sídlem v Charkově, kde se nachází katedrála Nanebevzetí P. Marie; konkatedrálou je kostel Milosrdného Otce v Záporoží. Je sufragánní vůči lvovaké arcidiecézi.

## Stručná historie
Diecéze byla založena v roce 2002.